# Józef Grabowski (inżynier)
Józef Michał Grabowski  (ur. 1938) – polski inżynier elektryk. Absolwent Politechniki Wrocławskiej. Od 1990 r. profesor na Wydziale Elektroniki Politechniki Wrocławskiej.